# Oxyepoecus bruchi
Oxyepoecus bruchi és una espècie de formiga de la subfamília dels mirmicins. És endèmica de la província argentina de Buenos Aires. Apareix com a espècie vulnerable en la Llista Vermella de la UICN.